# بیایید موهایمان را سازگار با شیوه زندگی سوسیالیستی بزنیم
بیایید موهایمان را سازگار با شیوه زندگی سوسیالیستی بزنیم بخشی از کارزار تبلیغات دولتی کره شمالی برای ترویج معیارهای آرایش مو و لباس بود.
این کارزار از تلویزیون دولتی مرکزی کره در شهر پیونگ‌یانگ پخش می‌شد. برنامه تلویزیونی مدعی بود که بلندی مو می‌تواند بر هوش انسان اثر بگذارد، که بخشی از آن به دلیل محروم کردن بقیه بدن از مواد مغذی مورد نیاز برای رشد مو بود. این بخشی از محدودیتهای طولانی مدت دولت کره شمالی بر آرایش مو و مدهایی بود که به نظر می رسد برخلاف ارزشهای سوسیالیستی باشند.